# 'Ndrina Lo Bianco
I Lo Bianco sono una 'ndrina calabrese di Vibo Valentia alleata dei Barba all'interno dell'organigramma del Locale di Vibo Valentia.
Tra i membri di spicco del locale, nella società maggiore ci sono: Paolino Lo Bianco, Filippo Catania, Antonio Lo Bianco, Vincenzo Barba, Raffaele.
Le loro attività illecite riguardano gli appalti come l'installazione di termosifoni negli uffici pubblici o la costruzione dell'ospedale, il settore del commercio, l'estorsioni e l'usura.

## Storia

### Anni '60 e '70
I Lo Bianco riescono ad espandersi con le loro attività criminali a discapito dei Pardea, la prima 'ndrina nata a Vibo Valentia.

### Anni '90 - I sequestri di persona
Carmelo Lo Bianco detto U Sicarro viene arrestato e condannato per aver riciclato il denaro di due sequestri di persona avvenuti nella Provincia di Reggio Calabria. Durante la sua detenzione nel carcere di Spoleto scompare suo figlio Nicola.

### Anni 2000 - La successione e l'operazione Nuova Alba
Quando Carmelo, detto U Sicarro, nel 2000 esce dal carcere inizia a distaccarsi dalla famiglia del cugino Carmelo U formaggeri, anche se non è mai stata fatta luce sul caso della scomparsa del figlio non sapendo se siano stati elementi dei Lo Bianco o esponenti di 'ndrine del reggino.
Tra il 2006 e il 2007 sarebbe dovuto succedere all'anziano Carmelo Lo Bianco U formaggiaru, Carmelo Lo Bianco U Sicarro salvo poi lo scattare il 27 febbraio 2007, l'operazione Nuova Alba, in cui vengono eseguite 21 ordinanze di custodia cautelare sia contro la cosca i Lo Bianco che i Barba. Tra gli arresti Carmelo Lo Bianco, detto u “formaggiaro" e il figlio Paolo Lo Bianco. Controllavano il settore sanitario della città. Viene anche notificato avviso di garanzia ad Antonio Borrello, vice presidente del Consiglio regionale e segretario calabrese dei Popolari-Udeur.
Il 31 maggio 2010 si conclude l'operazione The Goodfellas con l'arresto di 12 persone accusate a vario titolo di associazione mafiosa ed infiltrate nella gestione delle affissioni pubblicitari e dei servizi funerari di Vibo Valentia.
Il pentito Andrea Mantella racconta che fu Domenico Alvaro, detto Micu Scagghjiuni, quando era in soggiorno obbligato a Vibo Valentia, a conferire per la prima volta la dote di Medaglione a membri della 'ndrina.

### Oggi - Il processo Nuova Alba e Rinascita-Scott
- Il 15 dicembre 2011 la Corte di cassazione emette una sentenza definitiva dopo i processi di primo e secondo grado sfociati dall'operazione Nuova Alba, la corte suprema conferma sostanzialmente l'impianto accusatorio e riconosce per la prima volta dal punto di vista giudiziario l'esistenza e l'operatività della 'ndrina dei Lo Bianco-Barba con a capo Carmelo Lo Bianco, 'ndrina attiva nel comune di Vibo Valentia e nei paesi limitrofi[6].
- Il 10 maggio 2012 la Corte di cassazione conferma definitivamente le sentenze di condanna di primo e secondo grado emesse nei confronti di appartenenti al clan Lo Bianco-Barba per i reati di usura ed estorsione ai danni del Testimone di giustizia Nello Ruello, le pronunce dei giudici scaturiscono dall'operazione antimafia del 2005 Flash, tra i condannati in via definitiva anche il Capobastone Carmelo Lo Bianco[7].
- Il 19 dicembre 2019 a conclusione dell'operazione Rinascita-Scott contro i Mancuso e tutta la 'ndrangheta del vibonese, vengono coinvolti anche i Lo Bianco. In particolare emerge la vicenda dell'omicidio del 2002 del picciotto e sicario Filippo Gangitano voluto da Carmelo Lo Bianco, detto Piccinni, e da Enzo Barba, detto Il musichiere, in quanto omosessuale avrebbe screditato la 'ndrina. Il pentito Andrea Mantella in quanto cugino, gli fu imposto di organizzare l'omicidio che venne eseguito dall'affiliato Scrugli[8]. Viene rivelata poi l'ingerenza, nella figura di Orazio Lo Bianco, nella gestione delle sepolture nel cimitero di Vibo Valentia estromettendo chi non fosse d'accordo nel fare cartello[9].

## Capibastone
- Carmelo Lo Bianco, detto Piccinni o U formaggiaru (1933-2014). Capo della 'ndrina, viene arrestato nel 2007; nuovamente sotto inchiesta nel 2010, viene condannato nel 2013 nel processo The Goodfellas a 4 anni di carcere. Muore poco dopo.[10]
- Carmelo Lo Bianco, detto Sicarro o Bocchino (1945-2016). Cugino di primo grado dell'omonimo qui sopra elencato.[2]
- Paolo Lo Bianco (1963), figlio di Carmelo U formaggiaru. Capo della 'ndrina, viene arrestato nel 2007 nell'operazione Alba Nuova.
- Orazio Lo Bianco.